# Thư viện Đại học Mumbai
Thư viện Đại học Mumbai là một phần của Quần thể kiến trúc Gothic thời Victoria và Art Deco tại Mumbai nằm xung quanh Maidan Oval ở Mumbai đã được UNESCO công nhận là Di sản thế giới. Nó được xây dựng từ năm 1869 đến 1878 cùng với tháp đồng hồ Rajabai, và được thiết kế bởi Sir George Gilbert Scott.
Thư viện bắt đầu được xây dựng vào ngày 1 tháng 3 năm 1869, và nó chính thức mở cửa đón sinh viên và giảng viên vào ngày 27 tháng 2 năm 1880.